# Miguel Peña Páez
Miguel Francisco Peña Páez (Valencia, Capitanía General de Venezuela, 29 de septiembre de 1781 - Valencia, Venezuela, 8 de febrero de 1833) fue un político venezolano y relator del Alto Tribunal de su país durante dos años. 

## Biografía
Hijo mayor del primer matrimonio del comerciante canario don Ramón Peña y Garmendia, con María Antonia Páez también de igual origen. Estudió en la Universidad Real y Pontificia de Caracas, donde recibió el título de abogado o Doctor en Leyes, fue asesor jurídico de la comisión de España para discutir con Inglaterra el destino definitivo de la isla de Trinidad (1808),tras la invasión británica de 1797. Cuando comenzaban a surgir las ideas de independentistas, Peña se sumó a la Sociedad Patriótica, y el 4 de abril de 1811 pronunció un discurso contundente que definió la historia de Venezuela, pues pedía la inmediata independencia del país. Participó en la lucha por la independencia al lado de Simón Bolívar y Francisco de Miranda. Fue elegido secretario del Interior y presidente del Consejo de Valencia, su ciudad natal. Siendo presidente del congreso constituyente, como participante firmó la primera constitución de Colombia.
No se puede hablar con propiedad sobre la Constitución de 1830 aprobada por el Congreso Constituyente de Valencia, el 22 de septiembre de 1830 y los sucesos de entonces sin invocar la presencia señera del combativo patriota, considerando que fue el presidente del Congreso en esos momentos siendo diputado por la Provincia de Carabobo. En la etapa genitiva de la República de Venezuela independiente y soberana de 1830, cuando todo parecía presagiar calamidades y problemas y era tiempo de prueba para los mejores, la actitud y el comportamiento del Dr. Miguel Peña, fue la de un político de elevadas miras, la de un hombre de Estado en la acepción más pura del término y la de un legislador constituyente que sabía a ciencia cierta que era necesario trabajar con los materiales aportados por la realidad circundante para llevar a feliz término la exigente tarea de echar las bases constitucionales y políticas sólidas e inconmovibles de la naciente República.
Para esta delicada encomienda estaba especialmente preparado el valenciano, versado y diestro conocedor del Derecho Constitucional y las Ciencias Políticas de su tiempo. Hábil y elocuente en el manejo parlamentario supo batirse con adversarios y enemigos muy inteligentes y capaces, pendientes siempre de hacerle morder el polvo de la derrota.
Tanto desde el punto de vista técnico, en las sutilezas y en el fondo, la Constitución de 1830 lleva la huella profunda de su genio y de su pasión venezolana. En aquella gloriosa y también dolorosa contienda genésica, su verbo elocuentísimo iluminó los augustos salones de la hoy "Casa de la Estrella", emocionando siempre a la concurrencia con el encendido brillo de su preclaro talento.

### Separación de Valencia y Caracas
Valencia sufría la opresión —de 300 años— que mantenía Caracas, al punto que los caraqueños clausuraron el puerto de Borburata para así construir el puerto de La Guaira e impedir que los valencianos tuvieran acceso al mar, como reseña Cubillán Fonseca.
Por ello, Miguel Peña y Fernando Peñalver consideran la separación de ambas ciudades, pues de ahí "venía la miseria de la provincia". Y comienza una lucha por traerse la capital a la provincia, trabajo que logran al declararse la Ciudad Federal en Valencia, proceso que ocurrió entre 1811 y 1812. En 1824, Bolívar aboga ante el Congreso de Nueva Granada para que creara la Provincia de Carabobo, cuyo primer Gobernador fue Fernando Peñalver.

### Fin de la Gran Colombia
Miguel Peña fue nombrado consejero del general José Antonio Páez y en esa calidad tuvo un papel clave en la separación de Venezuela de la Gran Colombia y en el proyecto de monarquía e imperio napoleónico que Antonio Leocadio Guzmán le propuso a Bolívar en Lima en 1826. Bolívar le escribió a Páez: “Usted sabe muy bien que Guzmán no ha ido a Lima sino a proponerme de parte de usted la destrucción de la República a imitación de Napoleón, como usted mismo lo dice en su carta, que tengo en mi poder, original. Con el coronel Ibarra y Urbaneja me ha mandado usted proponer una corona que yo he despreciado como merecía".
Con La Cosiata, el aborto del proyecto original, comienza una gran conspiración en contra de Bolívar para separar a Venezuela de la Gran Colombia, pues económicamente era imposible de mantener, ya que funcionaba en base al centralismo, aunque otros sostienen que Bogotá estaba cumpliendo su tarea entre dificultades de toda clase.
Peña conspira activamente con el general Páez para alcanzar la secesión de Venezuela, y "sin ningún pleito, ni guerra, sino con diplomacia, movió todos los arbitrios para destruir el sueño de Bolívar", explica Cubillán Fonseca. Sin embargo para el 19 de enero de 1827 Bolívar había decretado un manto de olvido sobre las actuaciones de todos los participantes en La Cosiata, este indulto permitió que Miguel Peña pudiera participar en la Convención de Ocaña para 1828, aunque las intenciones de Peña ya no eran tan cercanas a Bolívar, se le había nombrado como participante para oponerse a líderes que apoyaban ideas federalistas, entre ellos Santander, pero Peña se había acercado a líderes con ideas separatistas entre ellos el general Paéz.
Así, se conforma el Congreso Constituyente en la "Casa de la Estrella", cuando Venezuela se separó de la Gran Colombia. En ese momento Valencia vuelve a ser capital de la República, pero ese mismo año Páez es convencido para que regresara a Caracas "con la Capital detrás" , y Valencia pierde definitivamente este título, el 30 de mayo de 1831.
Y de la obra de Ecarri Bolívar se extrae: "cuando al presidente Páez le preguntan, saliendo de Valencia, si Peña lo acompañaría dijo en forma de chanza, aunque de mal gusto: El Dr. Peña es como el gato, que acompaña al amo hasta la puerta".

### El amigo de Bolívar
Peña acompañó a Bolívar en la creación de la Gran Colombia (1821), participó en la Convención de Ocaña (1828), de la que se desprenden señalamientos en su contra por haber "conspirado" en contra del Libertador a su regreso de la Convención de Ocaña, pero como acota Ecarri: "ahí está la carta que dejó Bolívar meses antes de su muerte, pidiéndole encarecidamente a Peña que regrese a la Corte Suprema de Justicia, acepte la embajada colombiana en EE.UU. o que lo acompañe al Consejo de Estado para cogobernar con él".

En una carta dirigida a Fernando de Peñalver desde Cuzco el 11 de julio de 1825, Bolívar le recomendó al magistrado Peña, para que le dijera evitara acusaciones formales o escándalos, al final de la misma carta aparece el siguiente segmento en su contenido:
"[...]P.D.: Recomiendo a Vd. a Peña que me ha pedido una recomendación para un amigo; y yo no tengo otro por allá sino Vd. Dígale Vd. de mi parte, que he sentido mucho su disputa sobre el negocio de Infante, pero ya que al infeliz lo han matado no vaya él a dar escándalos y mate a los que quedan vivos. Dígale que yo lo conozco mucho; y sé que sacrifica todo por la patria cuando es preciso; pero que también le conozco pasiones muy fuertes que debe reprimir. En fin, Ud. aconséjele que no haga locuras; que los gobiernos populares son como todos; y que, por lo mismo, de todo gobierno debe esperar injusticias; que se acuerde de lo que acaban de hacerle a Revenga, y que sepa que, por causas más leves, están ahora mismo suspensos la Alta Cámara de Justicia de Chile y el Tribunal Superior de Lima. Dígale Vd. que se consuele con que todo es muy republicano; y que él ha tenido la desgracia de ver diferentemente que los demás, pues todos encuentran a Infante criminal, menos él. Dígale Vd, que nadie lo amaba ni estimaba más que yo; pero que tampoco nadie era más feroz que él; que mil veces había dicho antes que su instinto único y universal era matar a los vivientes y destruir a lo inanimal; que si veía un perro, o un cordero, le daba un lanzazo, y si a una casa, la quemaba. Todo a mi presencia. Tenía una antipatía universal. No podía ver nada parado. A Rondón, que valía mil veces más que él, lo quiso matar mil veces. Con esto he dicho todo"
También fue víctima de quizá el precedente más antiguo de inhabilitación con excusas administrativas, que se desprendió de una acusación por usufructuar un cambio de divisas por un empréstito agrícola, a la que Bolívar encaró con el Decreto de Amnistía, como menciona Ecarri Bolívar. Lo que sucedió fue que el Ejecutivo resolvió asignar las partidas destinadas a la agricultura, dentro del proyecto de inversiones señaladas en el empréstito para ser gastadas en agricultura, a Venezuela, un guarismo que alcanzó la suma aproximada de $320.000. Para transportar aquel metálico se designó al venezolano doctor Miguel Peña, el mismo que había sido destituido por el congreso del cargo de Magistrado de la Corte Suprema de Justicia. Por entonces en Cartagena de Indias el general Mariano Montilla ocupaba el cargo de intendente. Este oficial era un gran tahúr, tal como lo afirmó el historiador venezolano José Gil Fortoul, quien dijo sobre el personaje: "se jugaba el sol antes de nacer".
Una vez llegado a la ciudad heroica el doctor Miguel Peña concertó algunas sesiones de juego con el intendente, el general Montilla le ganó veinticinco mil pesos a Peña. Para cubrir esta deuda de juego el perdedor, Peña decidió dejar en Cartagena los $320.000 en plata de buena ley, y que tenía a su cuidado como comisionado del transporte y entregó en Caracas su equivalente en moneda macuquina de baja ley, ganándose en esta operación en perjuicio de los haberes de la república, los mismos veinticinco mil pesos en aquel cambio fradulento. Es decir, se le encomendó la delicada misión de llevar $ 300.000 en efectivo del empréstito a la tesorería de Caracas. Peña recibió esta suma en moneda de la mejor ley y la entregó en forma de monedas de plata despreciadas, que eran de corriente circulación en Caracas, obteniendo para sí una ganancia de no menos de $25.000.
El reputado historiador británico David Bushnell señala que "Peña trató de justificar su acción sobre la base de que ya otros habían hecho lo mismo y de que, así como las autoridades lo habían tratado en forma tan injusta, su acción no era más que una forma de pagarles con la misma moneda". Sin embargo, sus excusas no eran muy buenas, y la transacción no solo hizo que Peña fuera sometido a otro proceso, que significó su destitución definitiva de la Alta Corte de Justicia sino que "convirtió su nombre en un símbolo de corrupción financiera para los granadinos" [Montilla a Escalona, 9 de julio de 1825, Blanco, X, p. 13, La Gaceta de Colombia, 2 de octubre de 1827, El Constitucional, 18 de agosto de 1825, Peña a Bolívar, 2 de diciembre de 1827, O` Leary, II, p. 259. ”Lo que hizo Peña fue recibir cierta cantidad de dinero en monedas buenas y entregar solo la parte que equivalía al valor real de la misma cantidad nominal en monedas inferiores”]. Según el "Diario de Bucaramanga" escrito por Perú de Lacroix, el propio Bolívar reconoció que Peña se había robado "solo" 25 000 pesos. 
El Monseñor Gregorio Adam dijo en una ocasión: "Si la Independencia se la debemos a Caracas, la República de Venezuela se la debemos a Peña y a Valencia".